# Mounir Bordjah
Mounir Bordjah (sinh ngày 1 tháng 7 năm 1997) là một cầu thủ bóng đá người Algérie thi đấu cho MO Béjaïa ở Giải bóng đá hạng nhất quốc gia Algérie. Ngày 12 tháng 5 năm 2017, Bordjah có màn ra mắt khi đá chính trong trận đấu tại giải vô địch trước USM Bel-Abbès.